# Lagune Negra (Barrancas)
Pour les articles homonymes, voir Lagune Negra.
Le lagune Negra (en français lagune Noire) est un lac andin d'origine glaciaire, situé en Argentine. 

## Géographie
La lagune se trouve à la frontière entre la province de Neuquén, département de Minas, et la province de Mendoza, département de Malargüe. 
Elle s'allonge du nord au sud au fond d'une cuvette très étroite d'origine glaciaire, sur une longueur de plus ou moins cinq kilomètres, sa largeur moyenne étant de 0,85 kilomètre. 
La lagune se trouve à quelque 2 181 mètres d'altitude, à proximité immédiate de la frontière chilienne. 
Elle est entourée de tous côtés de hautes montagnes, dont certaines, à l'ouest du côté de la frontière, dépassent les 2 900 mètres. À l'est, les hauteurs ne dépassent pas 2 600 mètres. Sa cuvette s'ouvre au sud pour livrer passage à son émissaire, le río Barrancas qui prend naissance à cet endroit. 
Elle se trouve à sept kilomètres au nord-est de la lagune Fea et à quelque 40 kilomètres à vol d'oiseau au nord-nord-ouest du lac Cari Lauquen.

## Émissaire
Son émissaire est le río Barrancas, cours supérieur du río Colorado. Celui-ci a un régime avant tout nival, lié à l'abondance des chutes de neige dans son haut bassin. La lagune constitue le lieu de formation du río Barrancas. En aval, il forme le lac Cari Lauquen, avant de recevoir de gauche les eaux du río Grande, et former dès lors le fleuve río Colorado.